# Robert Fraisse (szermierz)
Robert Fraisse (ur. 12 kwietnia 1934 w Maisons-Alfort, zm. 22 sierpnia 2022 w Suresnes) – francuski szablista, brązowy medalista mistrzostw świata.
Podczas mistrzostw świata w Paryżu w 1965 roku Francuzi w składzie: Claude Arabo, Robert Fraisse, Jacques Lefèvre, Marcel Parent i Jean-Ernest Ramez zdobyli drużynowo brązowy medal. Był to jedyny medal Fraisse'a wywalczony w zawodach tego cyklu.
Na igrzyskach olimpijskich w Tokio w 1964 roku zajął czwarte miejsce w zawodach drużynowych. Był to jego jedyny start olimpijski.
Ponadto na igrzyskach śródziemnomorskich w Beirucie (1959) zdobył złoty medal drużynowo oraz brązowy indywidualnie.